# Natri thiosulfat
Natri thiosulfat (Na2S2O3) là một hợp chất tinh thể không màu thường ở dạng ngậm 5 nước, Na2S2O3•5H2O, một chất tinh thể đơn tà nở hoa còn gọi là natri hyposulfit hay "hypo".
Anion thiosulfat có dạng tứ diện và xuất phát từ việc thế một trong những nguyên tử oxy bằng một nguyên tử lưu huỳnh trong  anion sulfat. Độ dài liên kết S-S cho biết một liên kết đơn, có nghĩa là nguyên tử lưu huỳnh mạng điện tích âm đáng kể và tương tác  S-O có tính chất của một liên kết đôi. Proton hóa ion thiosulfat lần thứ nhất xảy ra ở lưu huỳnh.

## Sản xuất trong công nghiệp và tổng hợp trong phòng thí nghiệm
Theo phương pháp công nghiệp, natri thiosulfat được sản xuất chủ yếu từ sản phẩm thải của quá trình sản xuất natri sulfide hay thuốc nhuộm lưu huỳnh.  Trong phòng thí nghiệm, muối này có thể điều chế từ phản ứng giữa natri sulfit với lưu huỳnh khi đun nóng.

## Các phản ứng chủ yếu và ứng dụng
Anion thiosulfat phản ứng đặc trưng với các acid loãng tạo ra lưu huỳnh, lưu huỳnh dioxide và nước:
Na2S2O3 + 2 HCl → 2 NaCl + S + SO2 + H2O
Phản ứng trên còn được biết là "phản ứng chuẩn độ", vì khi lưu huỳnh đạt đến nồng độ nào đó dung dịch chuyển từ không màu sang vàng nhạt. Phản ứng trên đang được dùng để tạo lưu huỳnh dạng keo. Khi proton hóa thực hiện ở nhiệt độ thấp,  H2S2O3 (acid thiosulfuric) được tạo ra. Nó là một acid có độ mạnh tương đối với pKas khoảng 0.6 và 1.7 cho sự phân ly lần lượt H+.

### Phép chuẩn độ iod
Trong hóa học phân tích, ứng dụng quan trọng nhất đến từ phản ứng định lượng với iod của anion thiosulfat, khử iod thành ion iođua trong khi nó bị oxy hóa thành ion tetrathionat: 
2 S2O32−(aq) + I2(aq) → S4O62−(aq) + 2 I−(aq)
Do bản chất định lượng của phản ứng, cũng như sự thật rằng Na2S2O3•5H2O có thời hạn sử dụng lâu dài, nó được dùng làm chất chuẩn độ trong phép chuẩn độ iod.
Ứng dụng quan trọng này có thể tiến hành để đo lượng oxy của nước qua một chuỗi phản ứng dài. Nó còn dùng trong việc đánh giá nồng độ về thể tích của một dung dịch nào đó và đánh giá hàm lượng clo trong các loại nước và bột tẩy.

### Trong xử lý ảnh
Nguyên tử lưu huỳnh bậc bốn trong S2O32− kết hợp với các kim loại mềm với ái lực cao. Vì thế, các muối bạc halide, như AgBr, thành phần tiêu biểu của chất nhũ ảnh, hòa tan khi xử lý với dung dịch thiosulfat:
2 S2O32−  +  AgBr  →  [Ag(S2O3)2]3−  +  Br−
Trong ứng dụng này đến xử lý ảnh, khám phá bởi John Herschel và dùng cho cả các cuôn phim và giấy ảnh, natri thiosulfat được biết dưới tên chất xử lý ảnh, và còn gọi là thuốc hypo, từ tên ban đầu của nó, natri hyposulfit.

### Tinh chế vàng
Natri thiosulfat là một thành phần của một chất ngâm chiết thay thế cho cyanide để tách lọc vàng. Nó hình thành một phức chất bền với ion vàng(I), [Au(S2O3)2]3−. Điều thuận lợi của phương pháp này là thiosulfat không độc và các quặng chịu nhiệt trong quá trình cyanide (như carbon hay quặng Carlin) có thể tách bởi thiosulfat. Quá trình này vẫn gặp một số vấn đề như mức tiêu hao cao của thiosulfat, và thiếu công nghệ tái tạo hợp lý, vì [Au(S2O3)2]3− không hấp thụ trong than hoạt tính, công nghệ chuẩn dùng trong quá trình cyanide để tách phức vàng ra khỏi hồ quặng.

### Hóa học phân tích
Natri thiosulfat còn được dùng trong hóa phân tích. Khi đun nóng với một mẫu thử chứa cation nhôm, nó có thể tạo ra kết tủa trắng:
2 Al3+ + 3 S2O32− + 3 H2O → 3 SO2 + 3 S + 2 Al(OH)3

## Y khoa
- Nó dùng trong chất giải độc cyanide[4][5]  Thiosulfat hoạt động như một phần tử cho lưu huỳnh để biến đổi cyanide thành thioxyanat (sau đó có thể thải ra ngoài một cách an toàn qua đường tiết niệu), xúc tác bởi enzim rhodanase.
- Nó đang được dùng để xử lý chứng phản vệ calci trong việc thẩm tách máu bệnh nhân suy thận mãn tính giai đoạn cuối.[6]
- Nó dùng trong việc quản lý sự thoát mạch nước tiểu trong quá trình hóa trị liệu. Natri thiosulfat ngăn ngừa sự ankyl hóa và phá hủy mô bằng việc cung cấp một chất nền cho tác nhân ankyl hóa lan tỏa khắp các mô dưới da. Liều dùng có thể là  2mL dung dịch 0.17M (một dung dịch chứa 4mL natri thiosulfat 10% và 6mL nước vô trùng làm thuốc tiêm). Nó có thể nhỏ dưới da ở nhiều chỗ khi dùng một bơm kim tiêm nhỏ. Có những dữ liệu hạn chế về phương pháp này với một ít khuyến cáo.
- Trong việc tắm đứng để chữa bệnh ecpet mảng tròn, và là một chất diệt nấm tiêu biểu cho chứng đốm nấm lông.
- Trong việc đo thể tích dịch ngoại bào và tỉ lệ lọc của cầu thận.

## Các ứng dụng khác
Natri thiosulfat còn dùng trong:
- Thành phần của đồ sưởi tay và các loại túi nhiệt khác sinh nhiệt bởi quá trình kết tinh tỏa nhiệt của một dung dịch siêu lạnh.
- Thuốc tẩy
- Đo pH của các chất tẩy. Các chất chỉ thị phổ biến và các chất chỉ thị pH dạng lỏng khác bị phá hủy bởi thuốc tẩy, làm cho chúng không có khả năng đo pH. Nếu thêm vào natri thiosulfat vào các dung dịch trên, nó sẽ trung hòa khả năng tẩy màu của thuốc tẩy và cho phép các chất chỉ thị đo pH của dung dịch thuốc tẩy với chất chỉ thị lỏng. Phản ứng này có vẻ giống phản ứng với iod: thiosulfat khử hypoclorit (thành phần hoạt động của thuốc tẩy) và trong khi đó bị oxy hóa thành sulfat. Phản ứng đầy đủ là:

4 NaClO  +  Na2S2O3  +  2 NaOH  →  4 NaCl  +  2 Na2SO4  +  H2O
- Khử clo nước vòi cho bể cá hay xử lý dòng nước thải từ quá trình xử lý nước thải đầu tiên để xả xuống sông. Phản ứng tương tự phản ứng khử iod. Xử lý cho bể cá cần 0.1 đến 0.3 gam tinh thể natri thiosulfat ngâm nước cho 10 lít nước.
- Làm giảm nồng độ clo trong hồ bơi và hồ nước nóng sau khi clo hóa tối đa.
- Tẩy màu iod, ví dụ như sau khi nổ nitơ triiođua.
- Tương tự, natri thiosulfat phản ứng với brom tạo ra các sản phẩm vô hại. Dung dịch natri thiosulfat thường dùng để phòng ngừa trong phòng thí nghiệm sau khi làm việc với brom.
- Đánh giá nước trong vi khuẩn học.
- Thuộc da.
- Chứng minh khái niệm tốc độ phản ứng trong môn hóa học. Ion thiosulfat có thể phan hủy thành ion sulfit và huyền phù lưu huỳnh dạng keo mờ. Phương trình cho phản ứng xúc tác acid này như sau:

S2O32−(aq) → SO32−(aq) + S(s)
- Chứng minh khái niệm siêu lạnh trong môn vật lý. Natri thiosulfat đóng băng rất dễ làm quá lạnh ở nhiệt độ phòng và khi tinh thể được hình thành, nhiệt độ nhảy vọt lên 48.3 °C có thể kiểm chứng bằng xúc giác.
- Một phần của công thức gỉ đồng ở các hợp kim đồng.
- Dùng để điều chế dược phẩm - chất hoạt động bề mặt anion giúp cho quá trình phân tán.
- Làm chất tan rất thú vị trong các thí nghiệm quá bão hòa..